# Nicolaas van der Waay
Nicolaas van der Waay (Amsterdam, 15 oktober 1855 – aldaar, 18 december 1936) was een Nederlandse (decoratie-)schilder, aquarellist, tekenaar en lithograaf. Hij was werkzaam tussen 1870 en 1936. 
Hij ontwierp beeldenaars (portretten) voor munten en postzegels, waaronder die van de nog jonge vorstin Wilhelmina. Ook het ontwerp van het eerste, officiële bankbiljet van 10 gulden (1904-1920) is van zijn hand. Van der Waay is vooral bekend om de allegorische voorstellingen die hij maakte voor de Gouden Koets. Zijn eerste tekenonderricht kreeg hij van L.J.H. Koopman, wiens dochter hij later zou huwen. Zijn oeuvre beslaat genreschilderkunst, landschappen, portretten, historievoorstellingen en stadsgezichten.

## Levensloop
Van der Waay studeerde aan de Amsterdamse Rijksacademie. Hij volgde daar onderwijs van 1871 tot 1875. Na zijn opleiding deelde hij enige tijd een atelier met zijn jaargenoot Jan Hillebrand Wijsmuller (1855-1925). In 1880 won hij de Willink van Collenprijs voor zijn schilderij Onder vrienden. Begin jaren tachtig betrokken hij en zijn jeugdvriend Ernst Witkamp (1854-1897) - die eveneens een leerling van Koopman was - een werkplaats aan het Koningsplein. Later bezat Van der Waay een atelier aan de Rozengracht.
Van der Waay dong als enige mee naar de Prix de Rome in 1883, maar vanwege het gebrek aan competitie werd hem deze prijs niet toegekend. August Allebé bezorgde hem echter een ministeriële subsidie van duizend gulden voor een studiereis door Italië. Hij was ruim 30 jaar als docent aan de Rijksacademie verbonden en nam er samen met Allebé de schilderklas voor zijn rekening. Sinds 1891 bekleedde hij een professoraat aan genoemde Rijksacademie, als opvolger van Prof. Barend Wijnveld. Deze functie vervulde hij tot zijn pensionering in 1927.
Een van zijn bekendste werken is Kerkgang van Burgerweesmeisjes, geschilderd rond het begin van de 20ste eeuw, dat bewaard wordt in het Amsterdam Museum. Elke zondag gingen de burgerwezen in een lange stoet van het Burgerweeshuis naar de Westerkerk aan de Prinsengracht of naar de Nieuwe Kerk op de Dam. Van der Waay maakte een reeks tekeningen en schilderijen naar bestaande modellen, gekleed in hun typische rood-zwarte kleding. Aan het einde van de negentiende eeuw raakte hij sterk onder invloed van zijn collegaschilder Isaac Israëls en werd zijn schildertoets losser en zijn stijl impressionistischer. Ook zijn scala van onderwerpen sluit nauw aan bij dat van Israëls. Evenals Israëls was Van der Waay een meester in het vastleggen van stadsbeelden en mondaine voorstellingen, vaak met vrouwen in de hoofdrol.

Verschillende musea in Nederland bezitten werk van Van der Waay, onder andere het Rijksmuseum te Amsterdam en Museum Boijmans Van Beuningen te Rotterdam. 
Van der Waay tekende ook illustraties voor boeken, zoals voor het in 1895 verschenen meisjesboek Het betooverde ravijn door Cora (pseudoniem van C. van Berckel-van Heek). In 1915 vervaardigde hij een aquarel voor het Liber amicorum van Coenraad Kerbert, de toenmalige directeur van Artis. 
Van der Waay hoorde, net zoals Witkamp en Wijsmuller, bij het geheime kunstenaarsgenootschap M.A.B.; een afkorting die stond voor de initialen van de door hen bewonderde schilder Michel Angelo Buonarotti. Ook was hij erelid van de Maatschappij "Rembrandt", Maatschappij voor Kunst en Kunstverlangenden, opgericht door Jan de Boer (1877-1946) op 28 oktober 1922 te Amsterdam. Naast De Boer waren nog negen andere kunstenaars lid van dit verband. De Maatschappij had zich onder andere tot doel gesteld kunst onder de gewone man te brengen voor betaalbare prijzen.
Van der Waays belangrijkste leerlingen waren: Lizzy Ansingh, Tjeerd Bottema, Johannes Elsinga (van 1915 tot 1918), Henri Goovaerts, Harry Koolen (van 1922 tot 1926), Piet Mondriaan (in 1892 en 1893), Paul Rink, Jan Sluijters (gedurende één cursusjaar, van oktober 1901 tot juli 1902).

## Werk in openbare collecties (selectie)
- Rijksmuseum, Amsterdam
- Amsterdam Museum, Amsterdam
- Rijksdienst voor het Cultureel Erfgoed, Den Haag (Circa 171 werken)
- Koninklijke Verzamelingen, Den Haag
- Stedelijk Museum, Amsterdam
- Drents Museum, Assen
- Museum huis Willet-Holthuysen, Amsterdam
- Nederlands Spoorwegmuseum, Utrecht
- Universiteit Leiden Prentenkabinet, Leiden
- Atlas van Stolk, Rotterdam
- Zuiderzeemuseum, Enkhuizen
- Museum Edam, Edam
- Museum Boijmans van Beuningen, Rotterdam (minstens 1 werk geretourneerd aan oorspronkelijke eigenaar nadat het was aangemerkt als roofkunst aangekocht van de bezetter tijdens de Tweede Wereldoorlog)
- British Museum, Londen
- Verscheidene internationale musea in Brussel, Budapest, Dresden, Praag en Reims

Daarnaast is werk van Nicolaas van der Waay met enige regelmaat aangeboden bij galeries en op veilingen waaronder bij Christies in Amsterdam (zie hier voor een overzicht van de geveilde werken van de kunstenaar bij Christies)

## Galerij

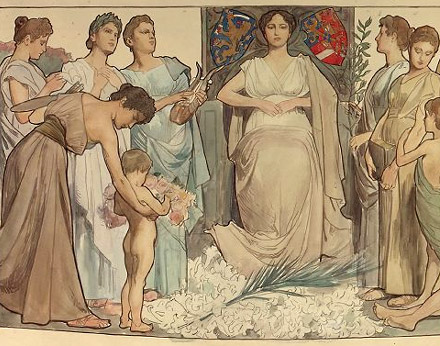
Detail van de ontwerptekening (met de Nederlandse Maagd) voor de rechterdeur van de Gouden Koets
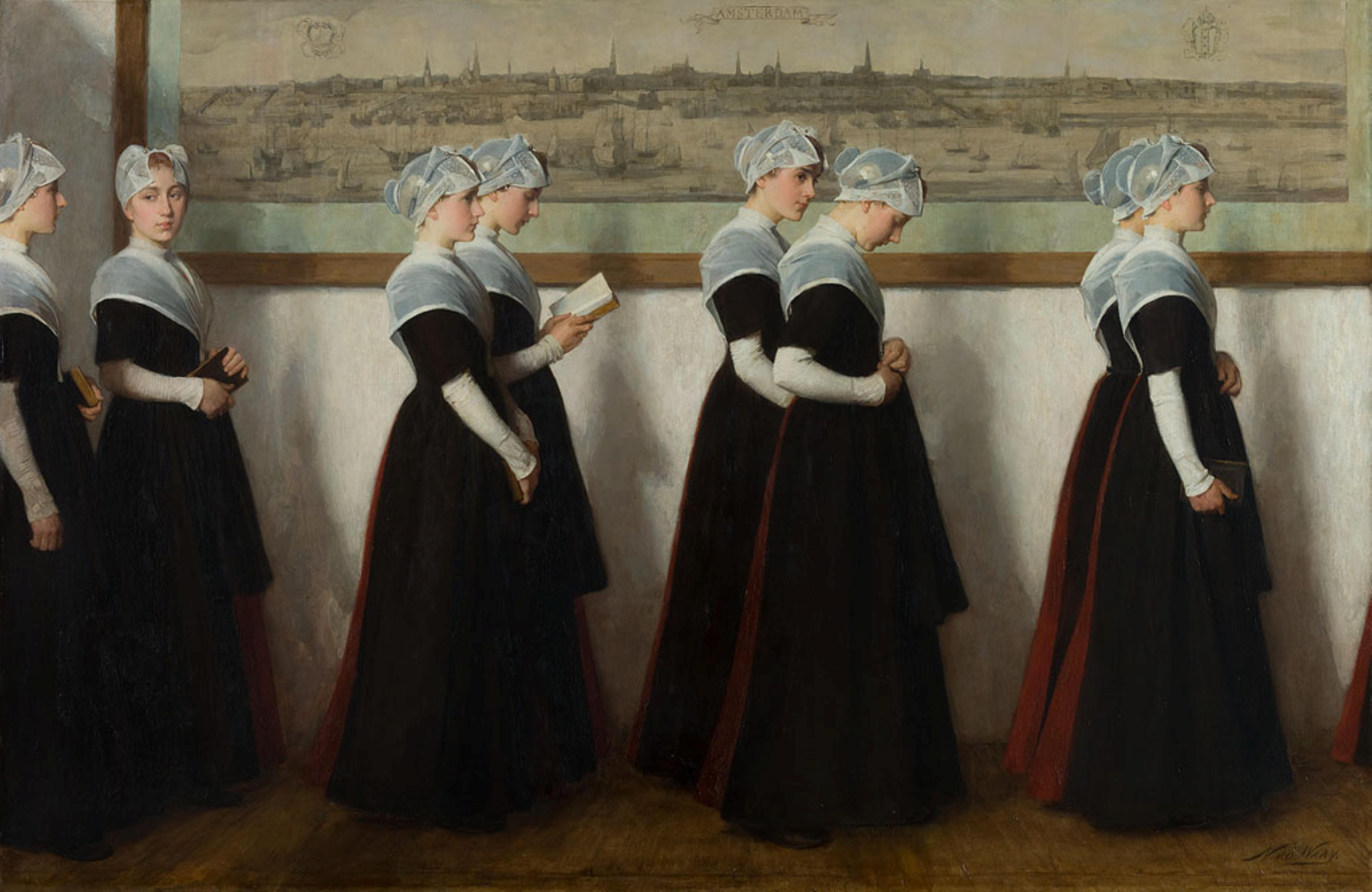
Kerkgang van Burgerweesmeisjes (begin 20ste eeuw), Amsterdam Museum
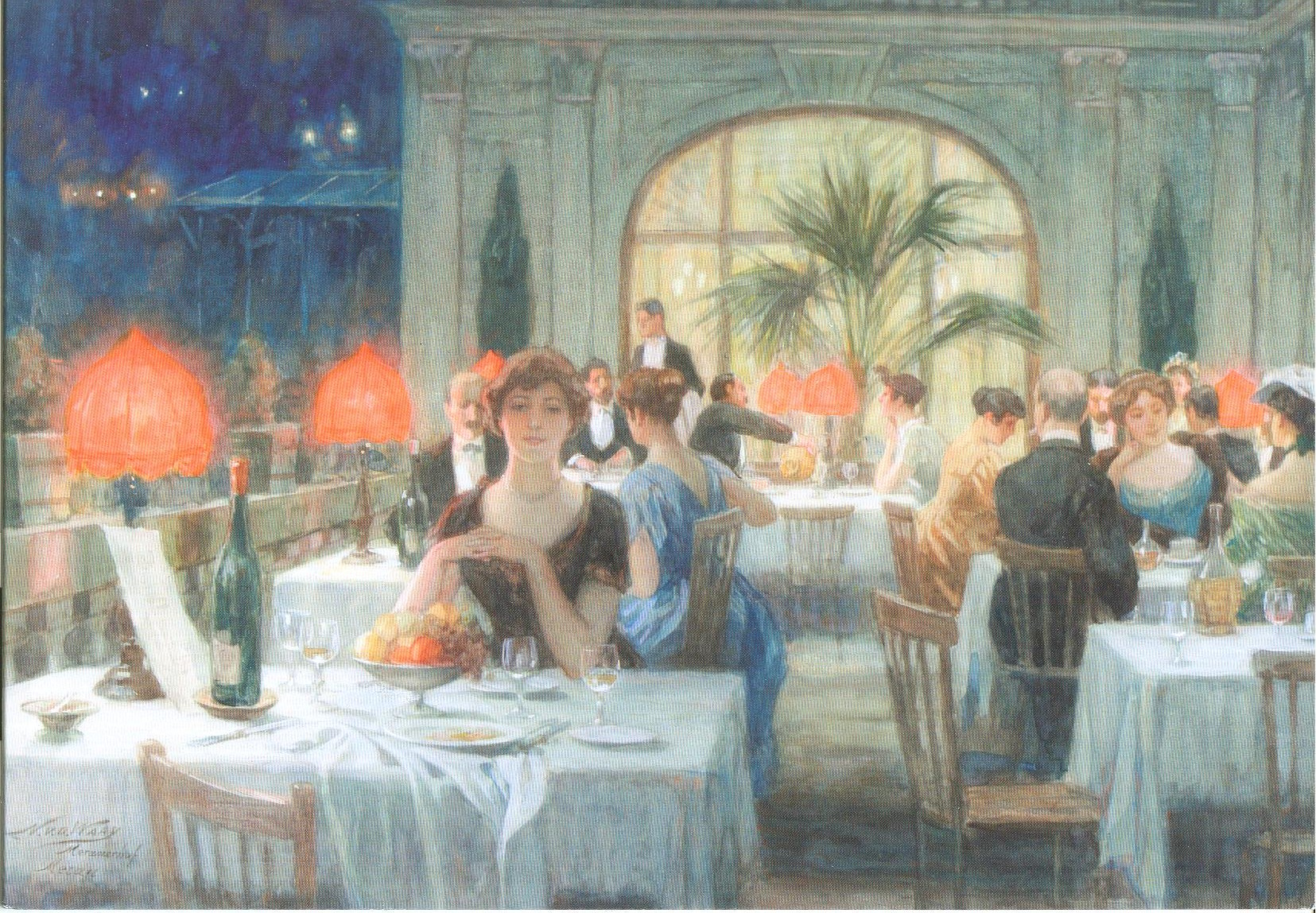
Soirée in Hotel Meranerhof
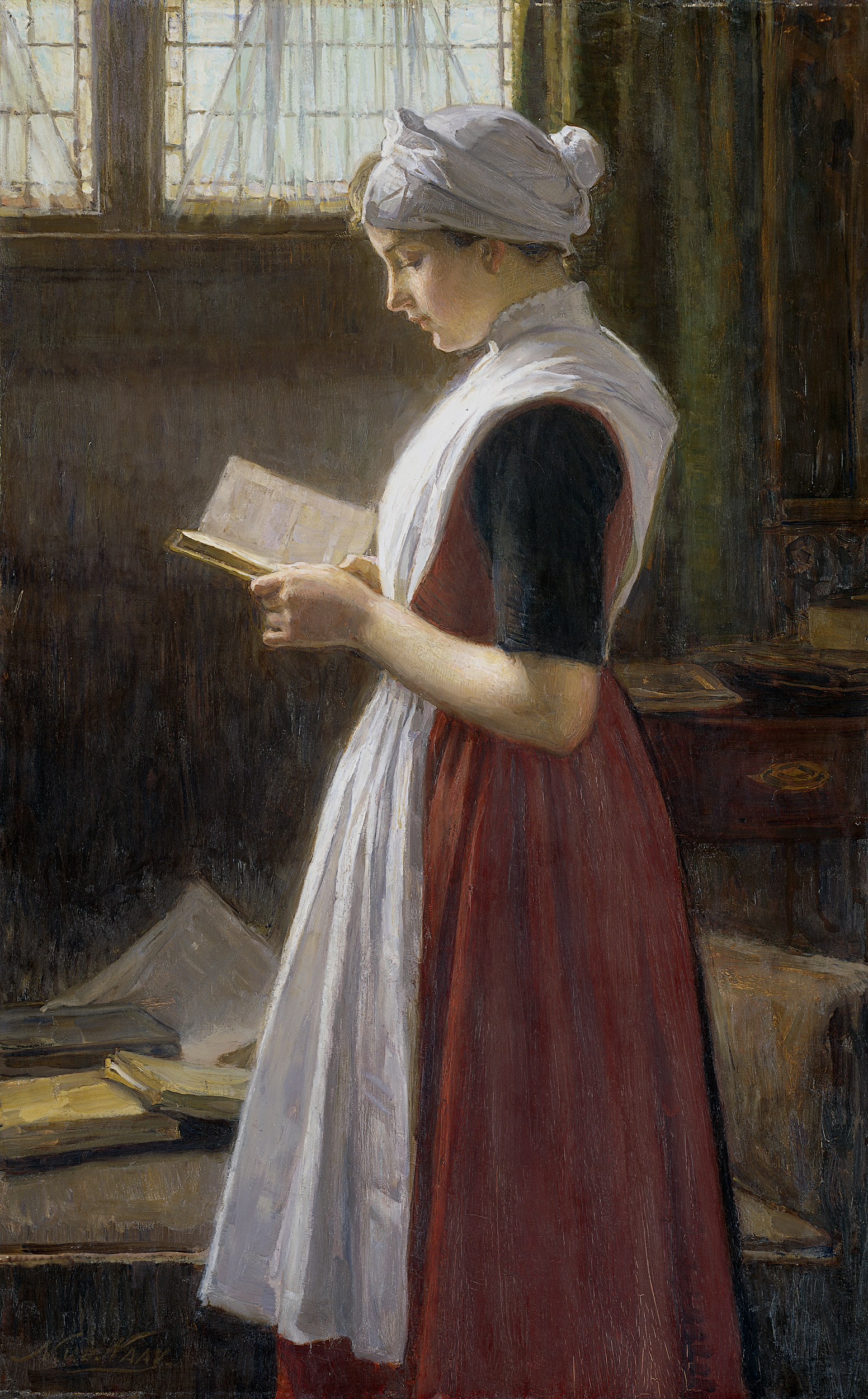
Amsterdams weesmeisje, Rijksmuseum Amsterdam
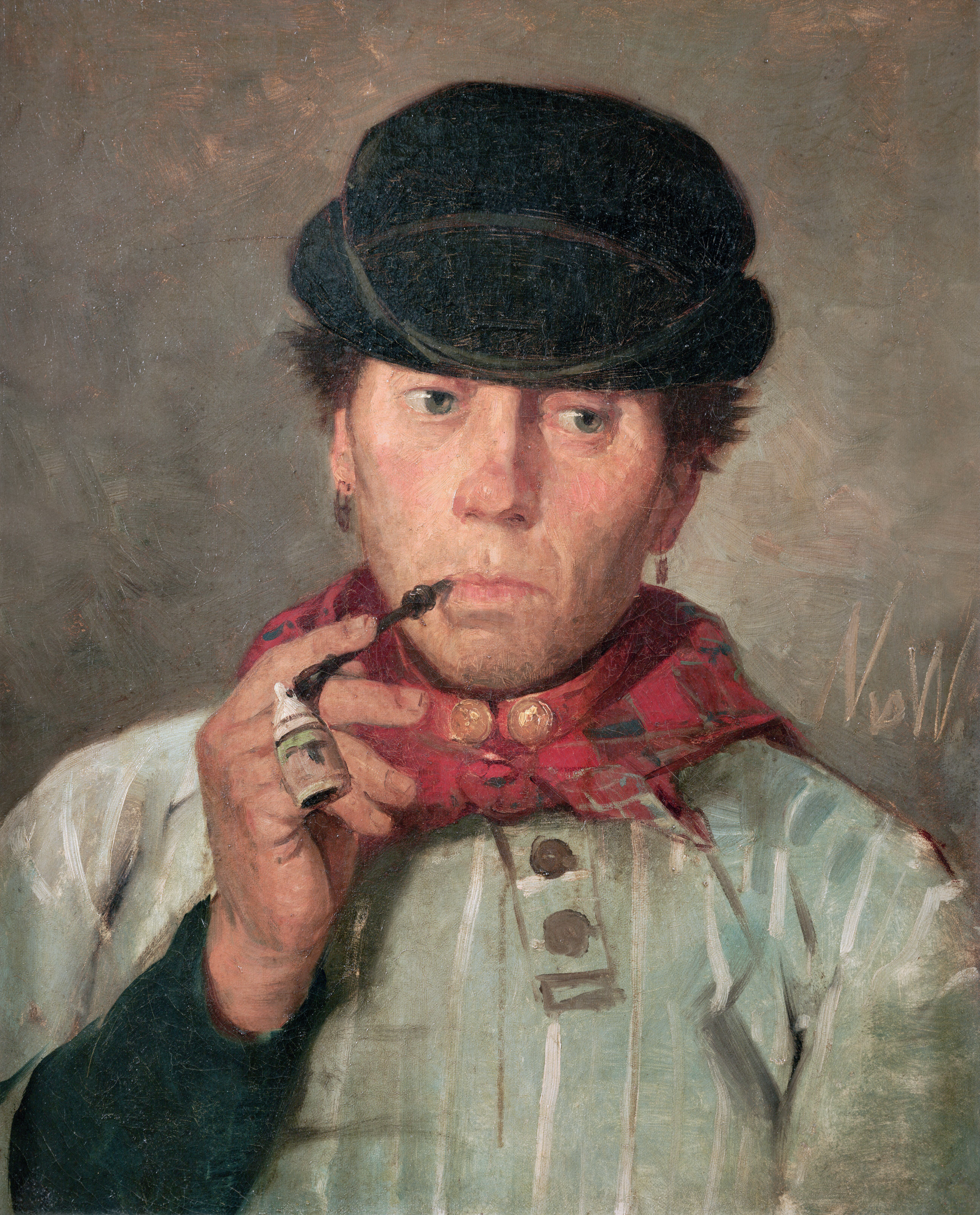
Visser van Marken, Zuiderzeemuseum
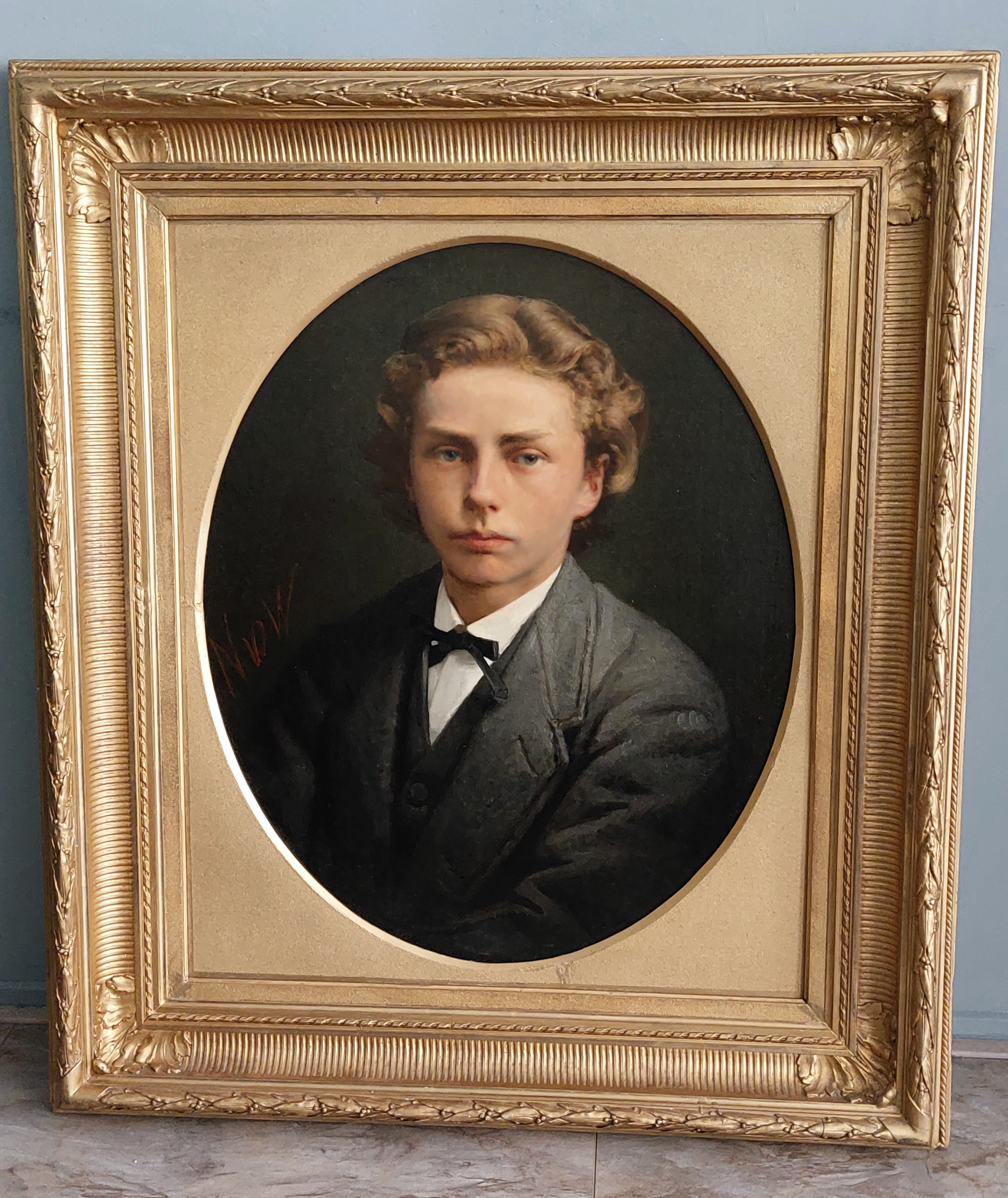
Portret van een jongeman (ca. 1880), particulier bezit

- Bibliothèque nationale de France: cb149666567 (data)
- Biografisch Portaal: 82473292
- Gemeinsame Normdatei: 1053275862
- International Standard Name Identifier: 0000 0003 6385 9309
- Nederlandse Thesaurus van Auteursnamen: 126045216
- RKD-Nederlands Instituut voor Kunstgeschiedenis: 82342
- Union List of Artist Names: 500025177
- Virtual International Authority File: 226085013
- WorldCat: E39PBJwxHqVpW9XxKP8h3yVcT3